# Prienzing
Prienzing ist ein Gemeindeteil der Gemeinde Willmering im Landkreis Cham des Regierungsbezirks Oberpfalz im Freistaat Bayern.

## Geografie
Prienzing liegt auf dem Nordwesthang des 522 Meter hohen Buchberges, 1,5 Kilometer nordöstlich von Willmering und von der Bundesstraße 22. 300 Meter westlich von Prienzing verläuft die Bahnstrecke Cham–Waldmünchen. Die nächsten Haltepunkte sind Willmering 1 Kilometer südwestlich von Prienzing und Waffenbrunn 900 Meter nordwestlich von Prienzing. 500 Meter westlich von Prienzing fließt der Katzbach nach Süden dem Regen zu.
Prienzing lässt sich nur schwer von Willmering und Geigen abgrenzen. Die sich unter dem Einfluss des nahen Chams ständig vergrößernden Siedlungen dieser Ortschaften gehen immer mehr ineinander über. Das gesamte Siedlungsgebiet, bestehend aus Prienzing, Geigen, Prienzing-Siedlung, Prienzing-Tradl, Pfannen und einigen umliegenden Grundstücken, hatte zum Zensus 2011 680 Einwohner.

## Geschichte
Prienzing (auch: Prenzing, Prinzing) hatte 1752 11 Anwesen, darunter ein Gemeinde-Hüthaus. Die Eigentümer hießen Kern, Höpfl, Hörmer, Mayr, Bach, Lausser, Schießl, Althammer, Schneider, Geiger.
1808 wurde die Verordnung über das allgemeine Steuerprovisorium erlassen. Mit ihr wurde das Steuerwesen in Bayern neu geordnet und es wurden Steuerdistrikte gebildet. Dabei kam Prienzing zum Steuerdistrikt Waffenbrunn. Der Steuerdistrikt Waffenbrunn umfasste die Orte Waffenbrunn, Maiberg, Pointmühle, Weiher, Prienzing, Stegmühle, Neugeigen, Willmering und Zifling.
1821 wurden im Landgericht Cham Gemeinden gebildet. Aus dem Steuerdistrikt Waffenbrunn gingen die Gemeinden Waffenbrunn und Willmering hervor. Die Gemeinde Willmering erhielt dabei die Orte Prienzing, Stegmühle, Neugeigen, Willmering und Zifling. 1861 umfasste die Gemeinde Willmering die Ortschaften Brennet, Mühlwiese, Neugeigen, Nunsting, Prienzing, Stegmühle, Willmering und Zifling.

## Pfarreizugehörigkeit
Prienzing gehörte zunächst zur Pfarrei Chammünster. 1923 wurde Prienzing der neu gegründeten Pfarrei Waffenbrunn zugeteilt. 1997 hatte Prienzing 379 Katholiken.

## Einwohnerentwicklung ab 1838
| Jahr | Einwohner | Gebäude |
| ---- | --------- | ------- |
| 1838 | 132       | 7       |
| 1861 | 88        | 41      |
| 1871 | 93        | 52      |
| 1885 | 122       | 19      |
| 1900 | 147       | 20      |
| 1913 | 136       | 22      |

| Jahr | Einwohner | Gebäude |
| ---- | --------- | ------- |
| 1925 | 129       | 20      |
| 1950 | 198       | 34      |
| 1961 | 187       | 42      |
| 1970 | 212       | k. A.   |
| 1987 | 369       | 101     |
| 2011 | 370       | k. A.   |